# Narvan marssi
Narvan marssi (марш «Нарва») — традиційний поховальний марш військовослужбовців країни Суомі на мотив вірша Еріка Густафа Геєра написаний 30 листопада 1818 року на честь 100-річчя смерті Карла XII.

## Історія

### Швеція
Капельмейстер університету Уппсали, Йоганн Гафнер, аранжував мелодію «Нарви» для місцевого чоловічого хору. Походження маршу не визначено. Абат-композитор Георг Фоглер використовував мелодію в музичному клавірі 1797 року для фортепіано, де вона мала назву «Марш Карла XII на вступ до Нарви». Леонард Гоєр 1875 року зробив дослідження на тему історії маршів в минулому і сьогоденні, й припустив що музика може бути шотландського походження. Інші джерела вказують на ірландське коріння композиції.
Мелодія була надрукована у листівці 1818 року, з нотами для чоловічого хору і шестистрофною піснею під назвою «Марш Карла XII на вступ до Нарви для 4 голосів». Того року у Швеції проходив день пам'яті 100-річчя загибелі Карла XII, і студенти в Уппсальському університету зібралися на місцевій площі провівши процесію до кафедрального собору, де було виконано музику маршу. Ця традиція зберігалась до 1983 року.

### Фінляндія
Ця композиція стала відома у країні на початку 1800-х років. У Фінляндії це традиційний поховальний марш, лунає переважно під час поховання військовослужбовців. Зокрема під мелодію «Narvan marssi» ховали Карла Маннергейма. Окрім того, марш лунав під час поховання цивільних, наприклад Урго Кекконена та президента Естонії Леннарта Мері.
Марш «Нарва», характерно для жанру, виконується в мінорі, проте сповнений патріотичного пафосу і мужності.